# قصر كشاز
قلعة كشاز هي أكبر قلعة في منطقة سيليزيا في شمال واوب جيخ في محافظة سيليزيا السفلى في بولندا. تقع داخل منتزه كشاز الطبيعية، وهي منطقة محمية في سفوح ووبرسكي. تطل القلعة على نهر بيتشنيكا [الإنجليزية] وهي واحدة من مناطق الجذب السياحي الرئيسية في واوب جيخ.

## تاريخ
في عام 1263؛ دمر أول حصن في الموقع من قبل القوات البوهيمية للملك أوتوكار الثاني. ومن عام 1288 إلى 1292 بنى دوق سيليزيا بولكو الأول المتشدد [الإنجليزية] (المتوفى 1301) حاكم أويدنيكا وجاور قلعة جديدة ونقل مقر إقامته إليها، مضيفًا لقب سيد كشاز إلى ألقابه.

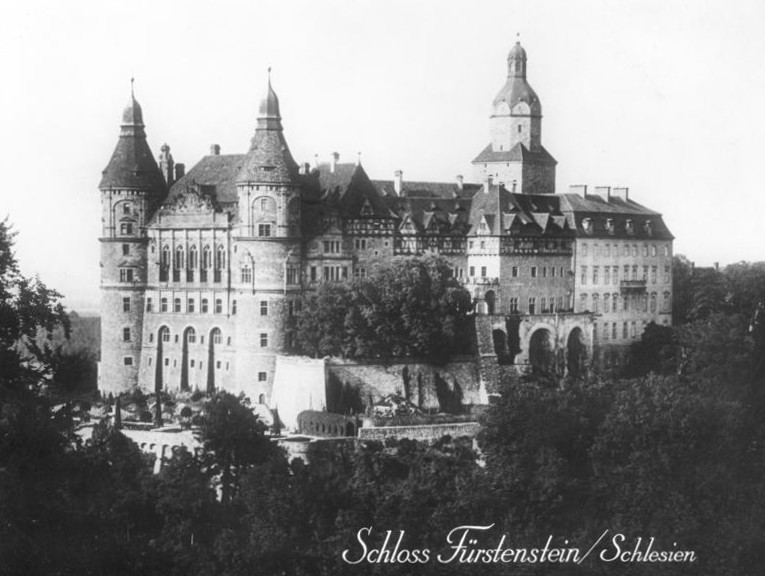
شلوس فورستينشتاين في عشرينيات القرن العشرين

## معرض الصور

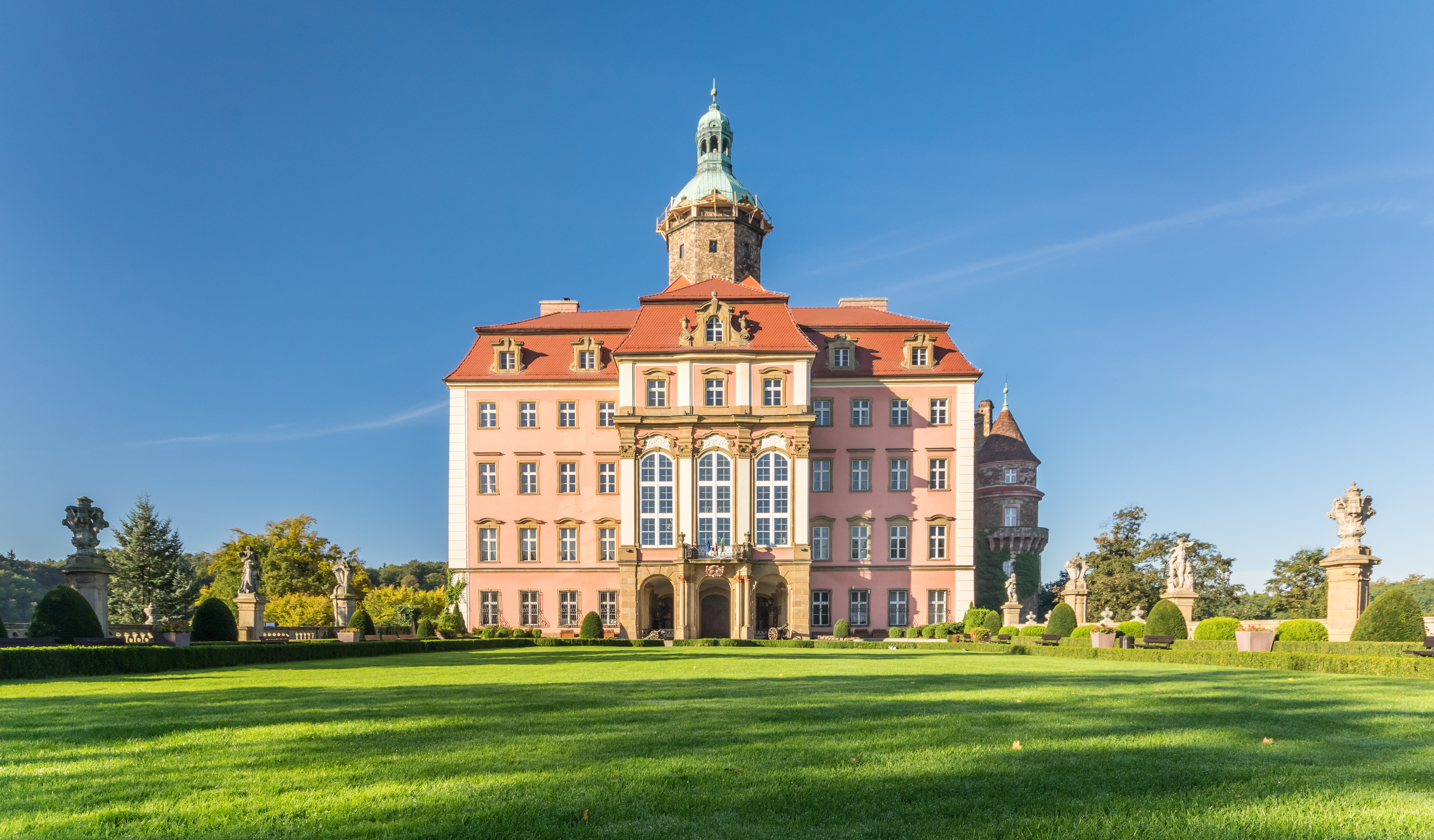
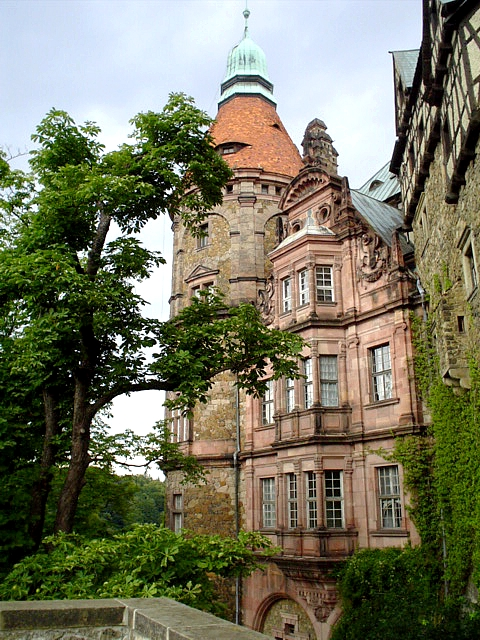
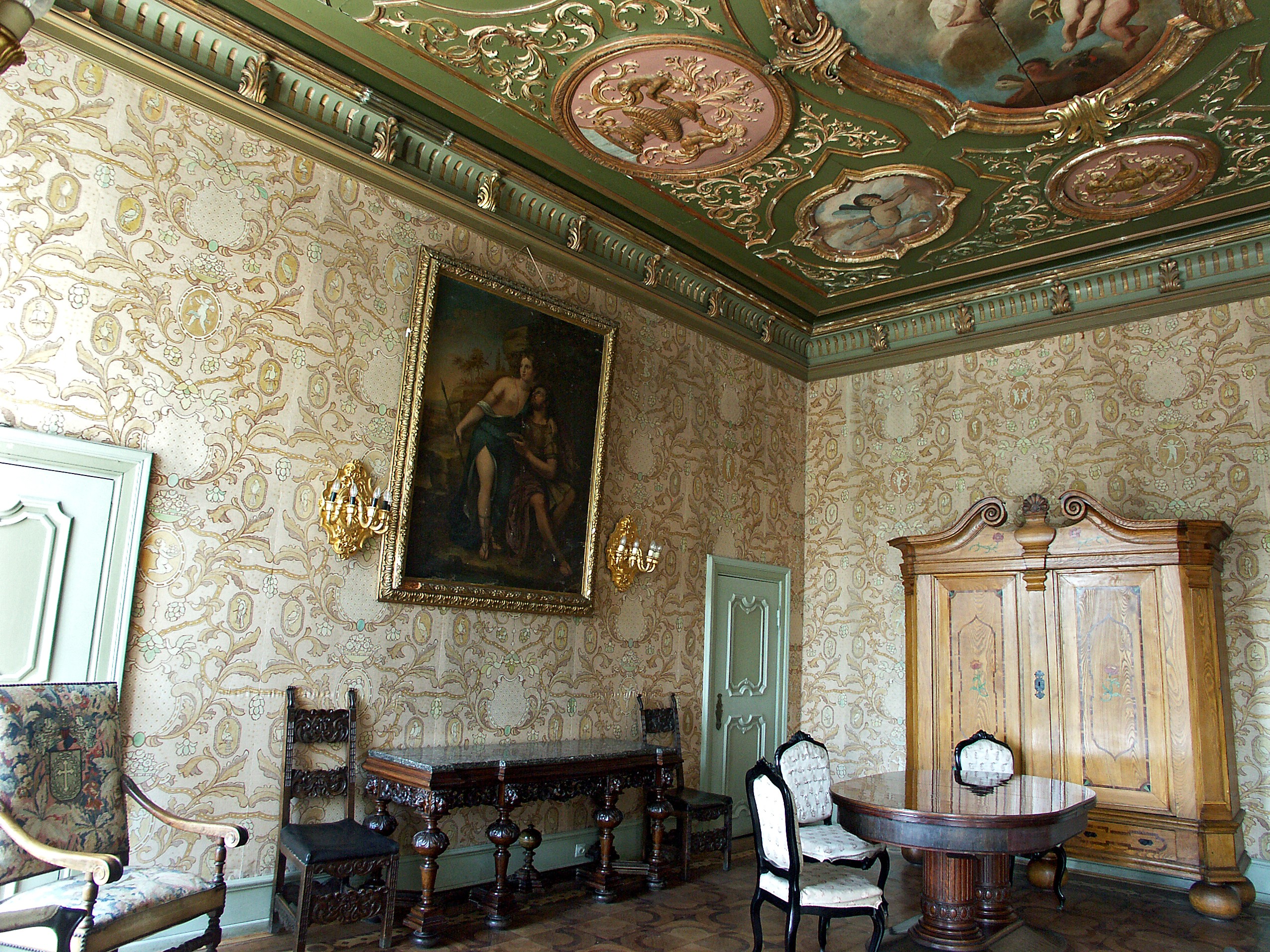
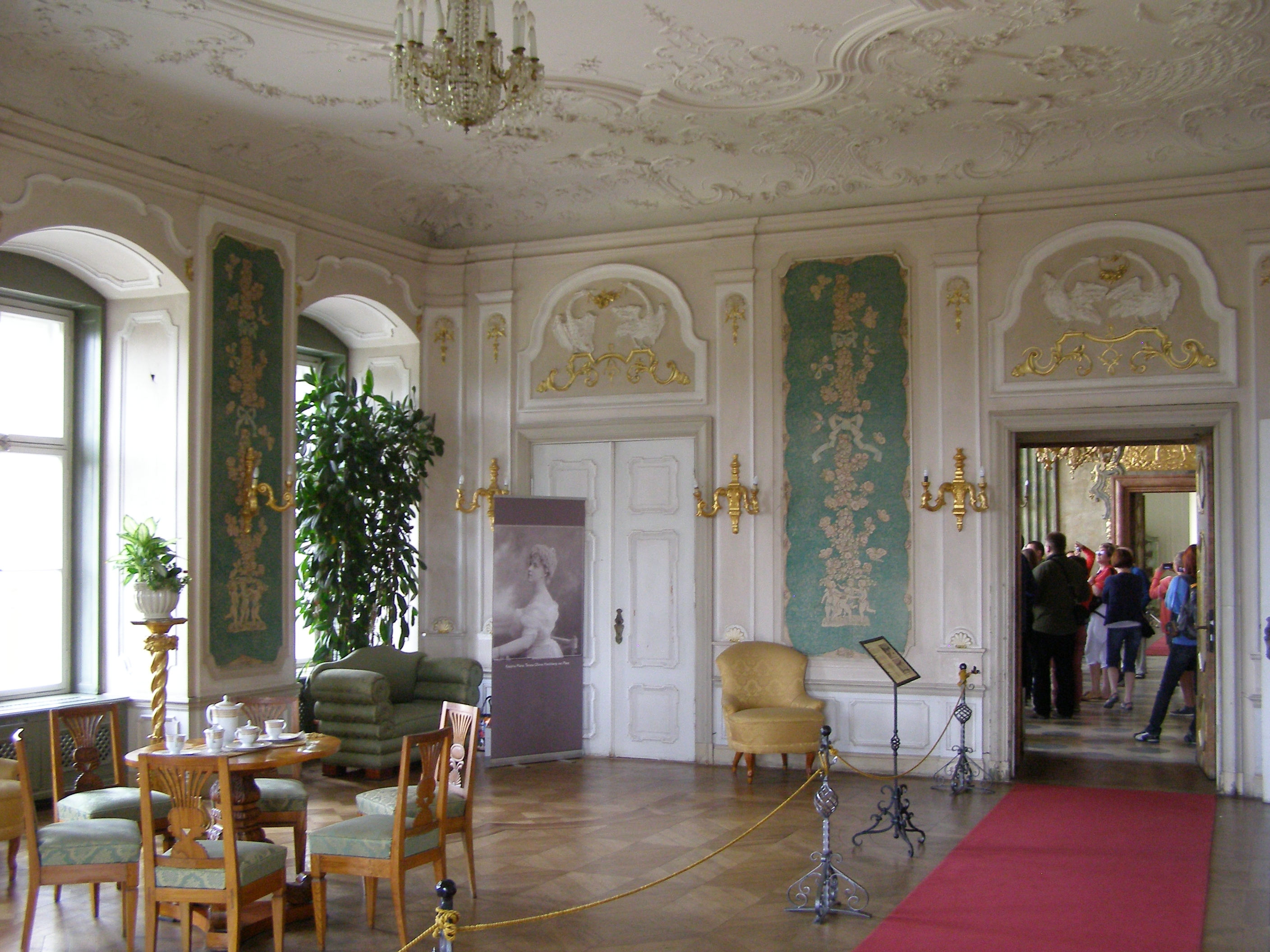
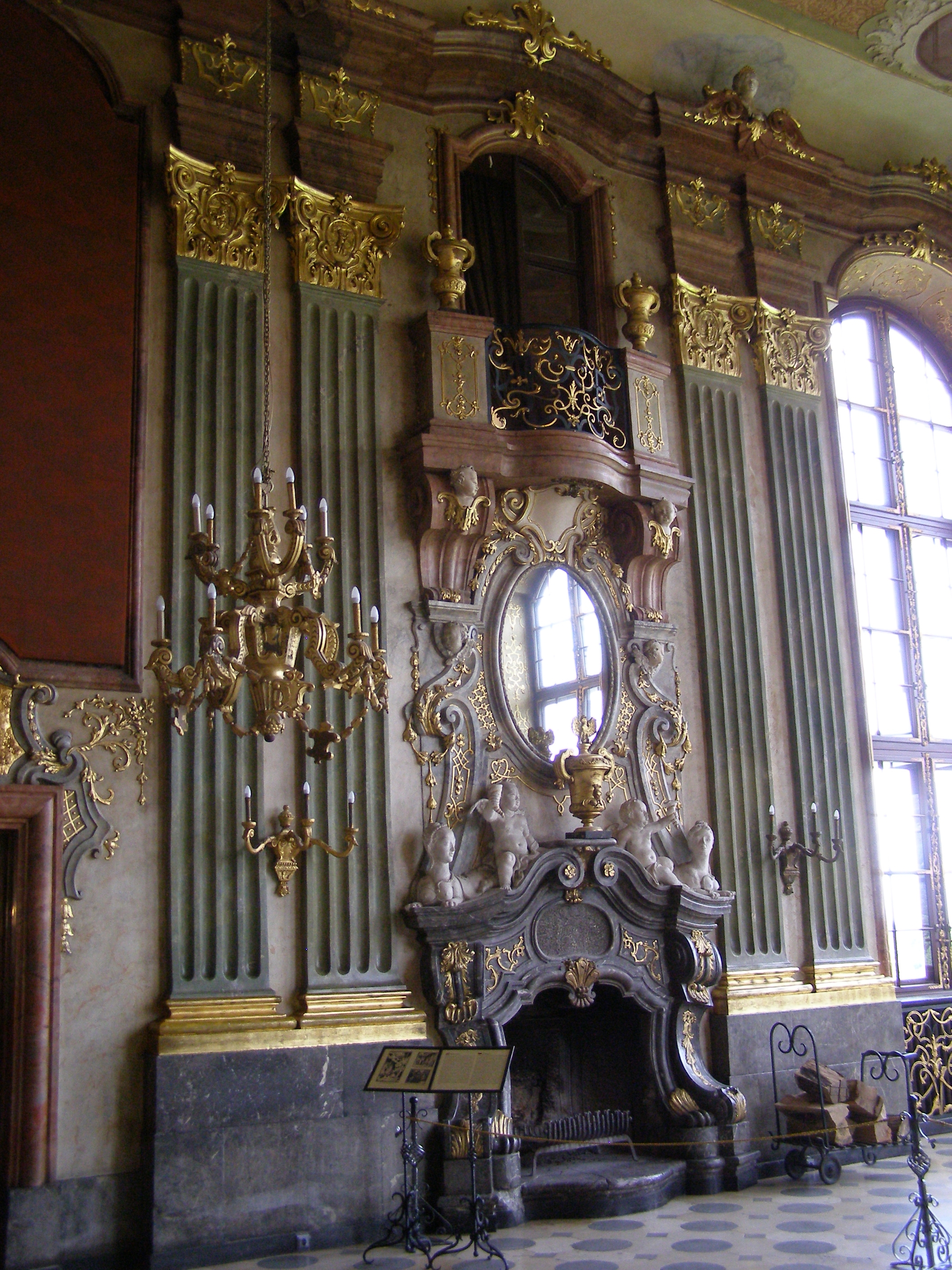
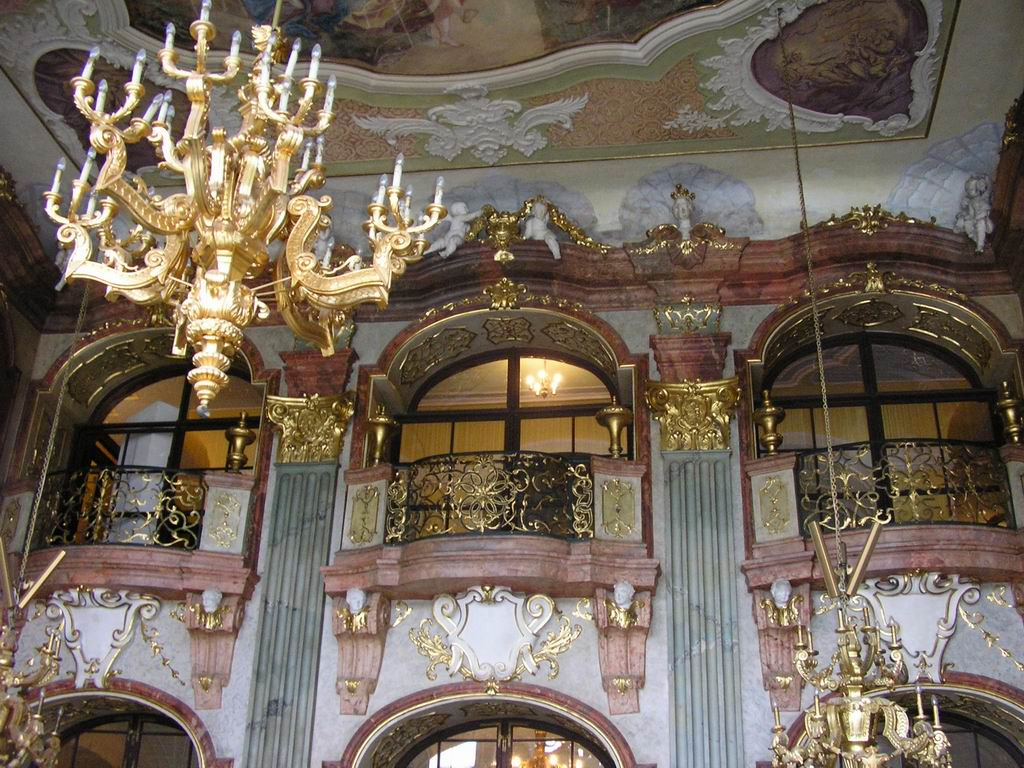
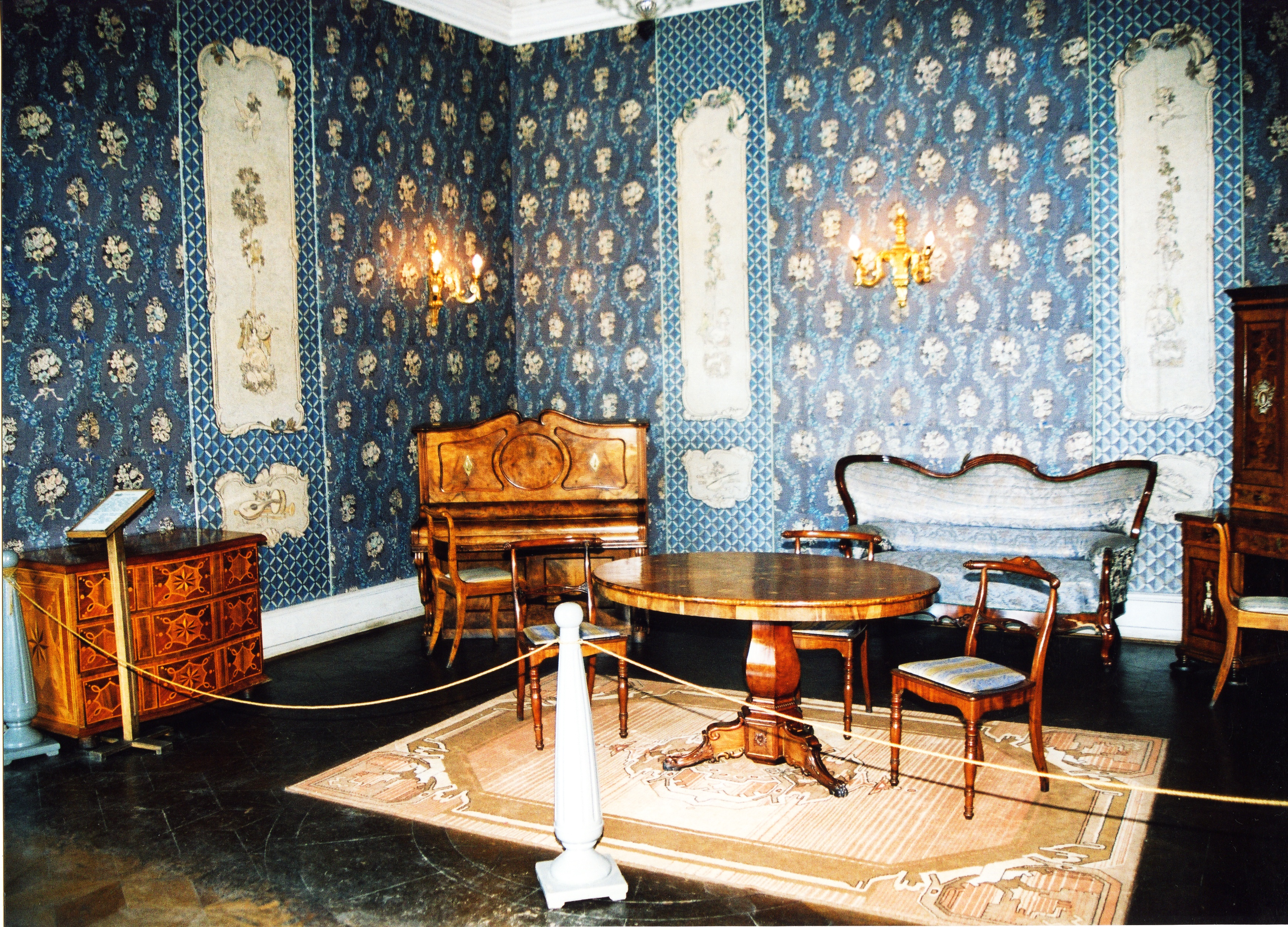
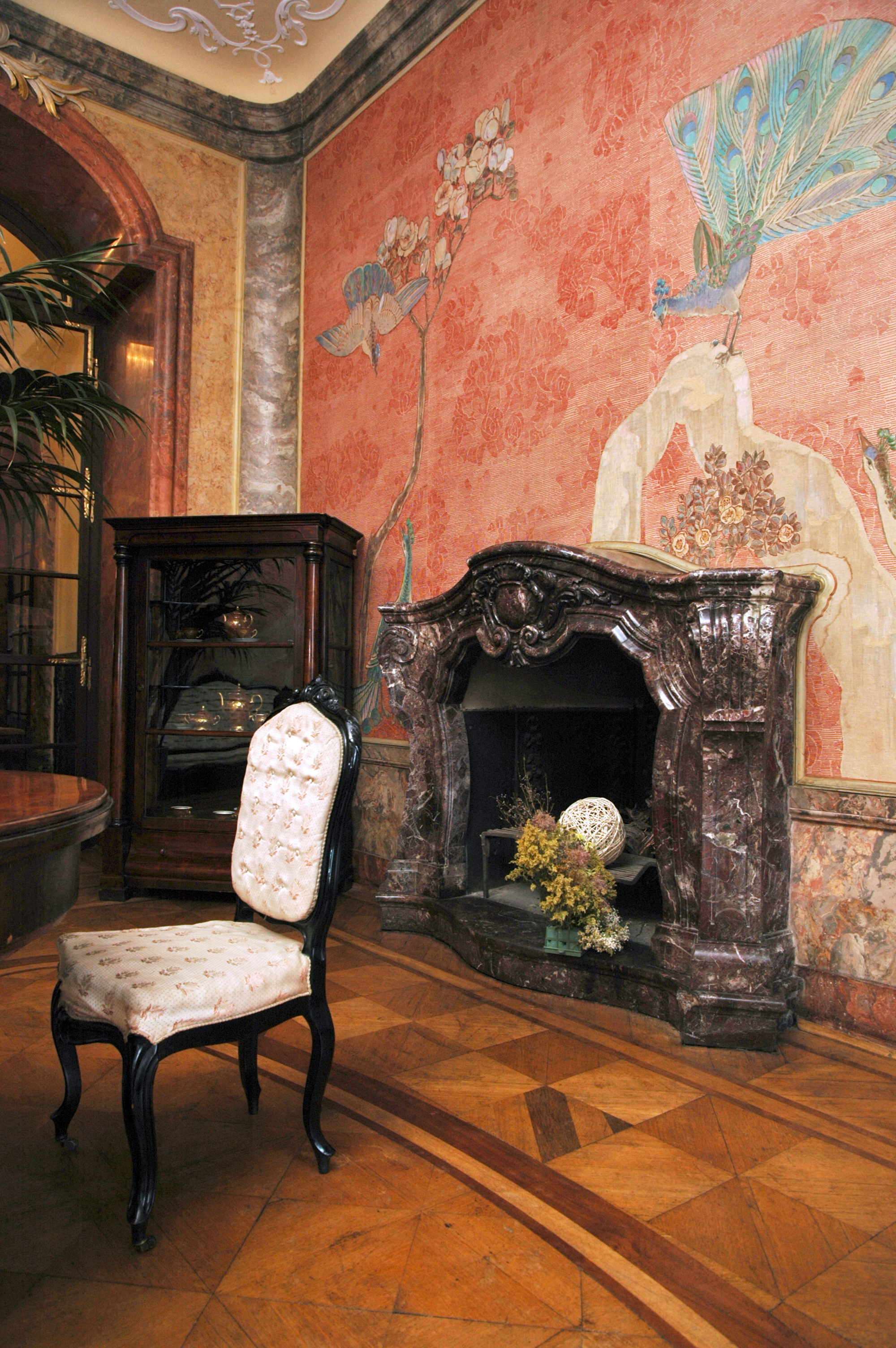
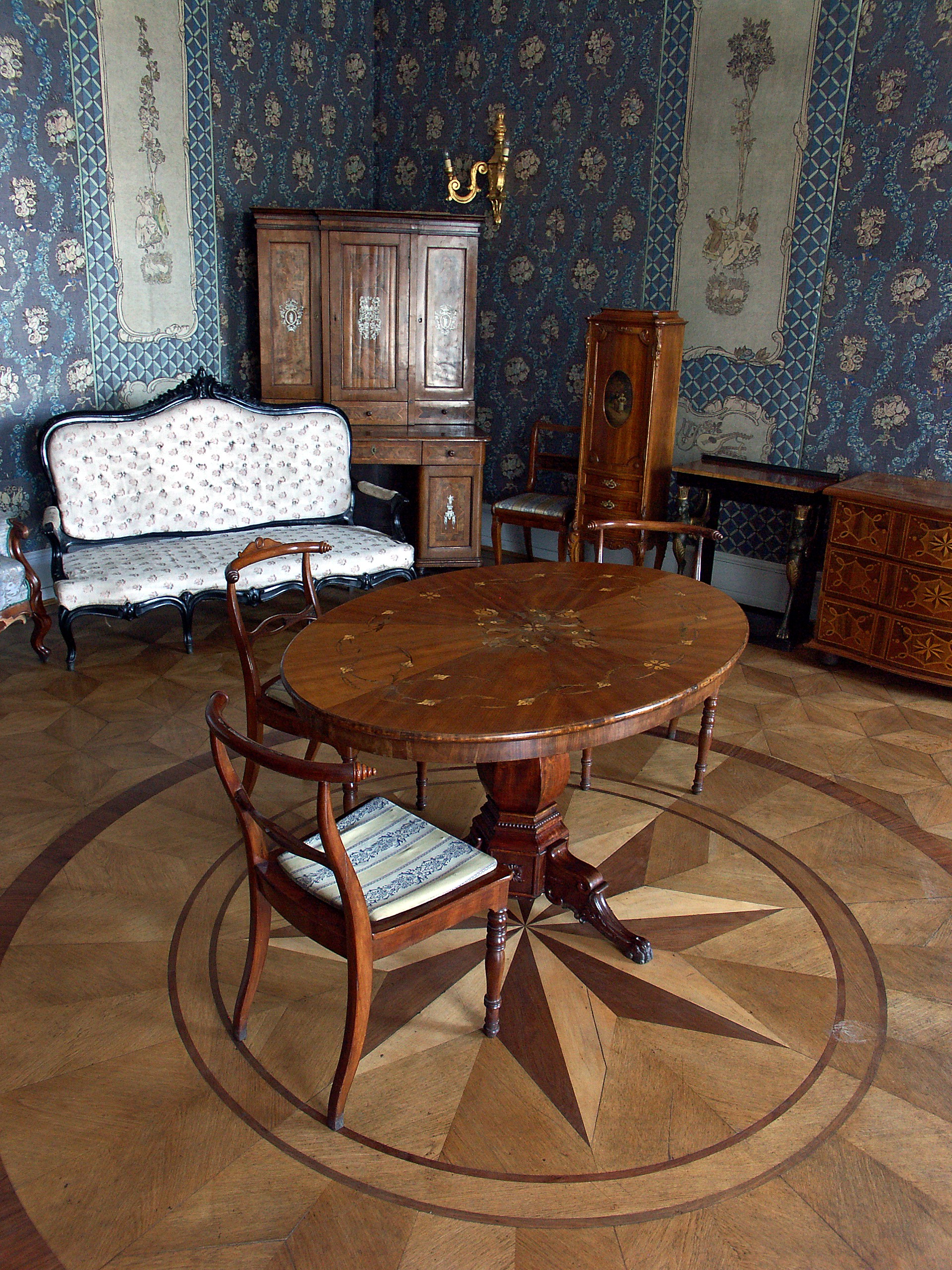
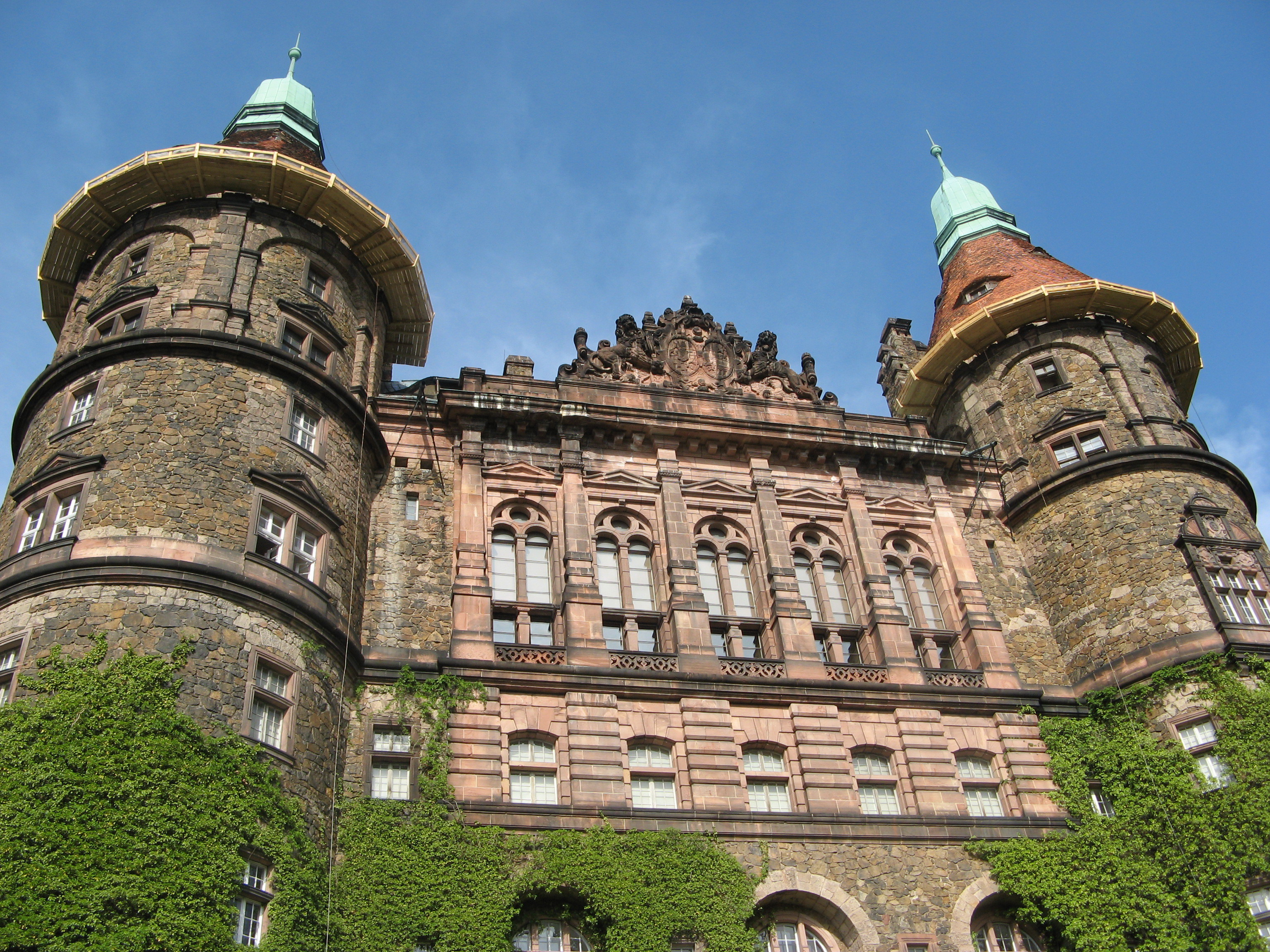
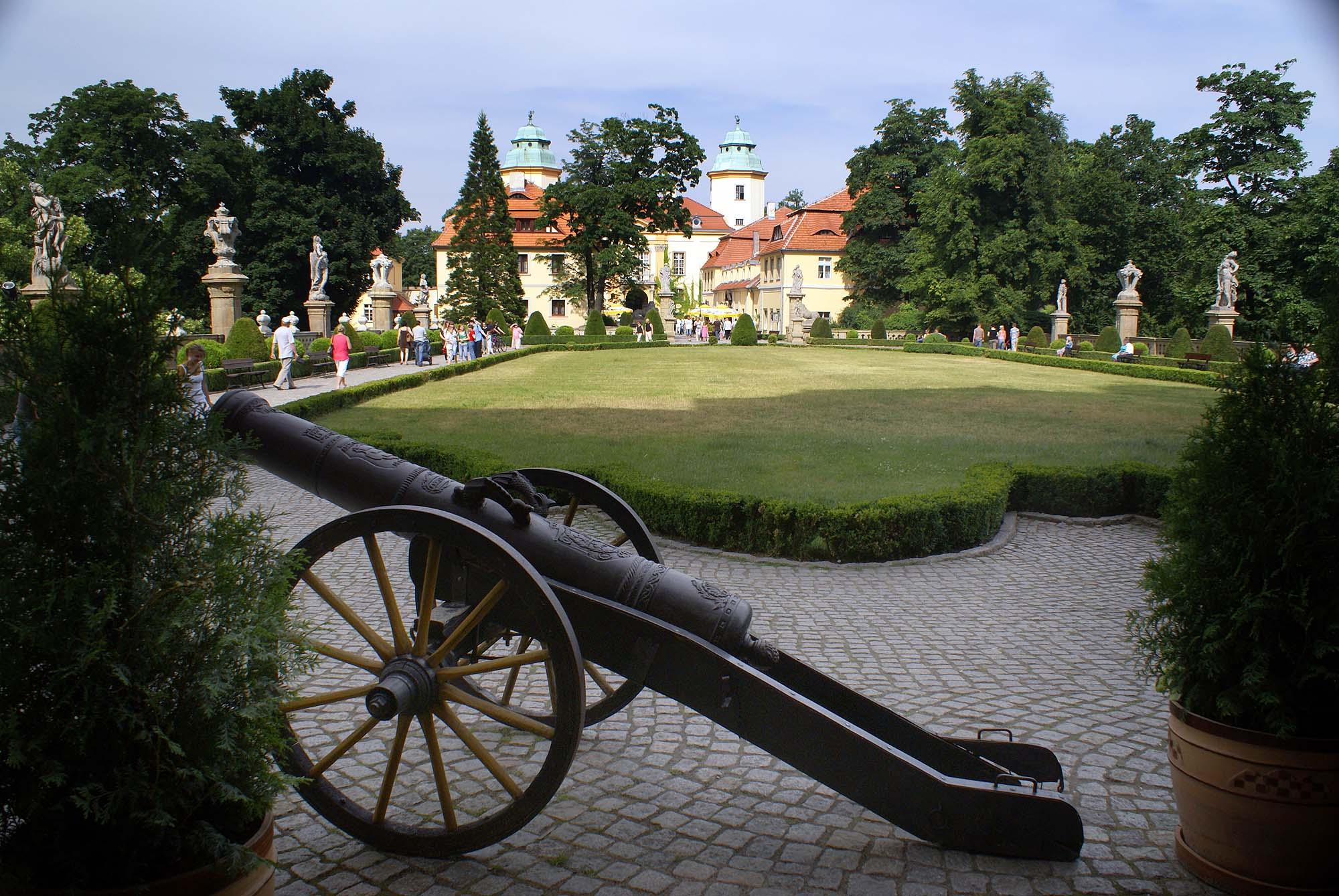
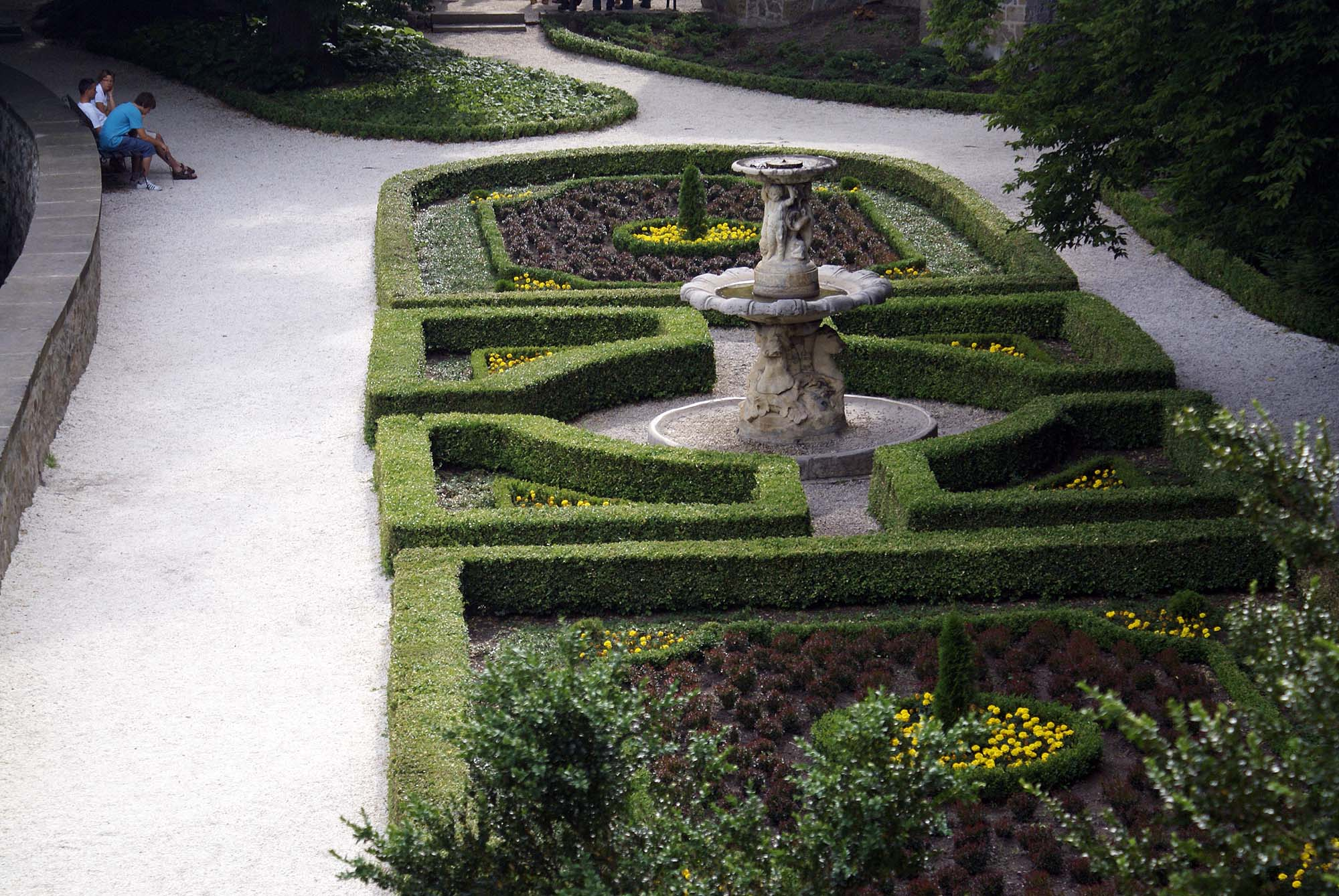
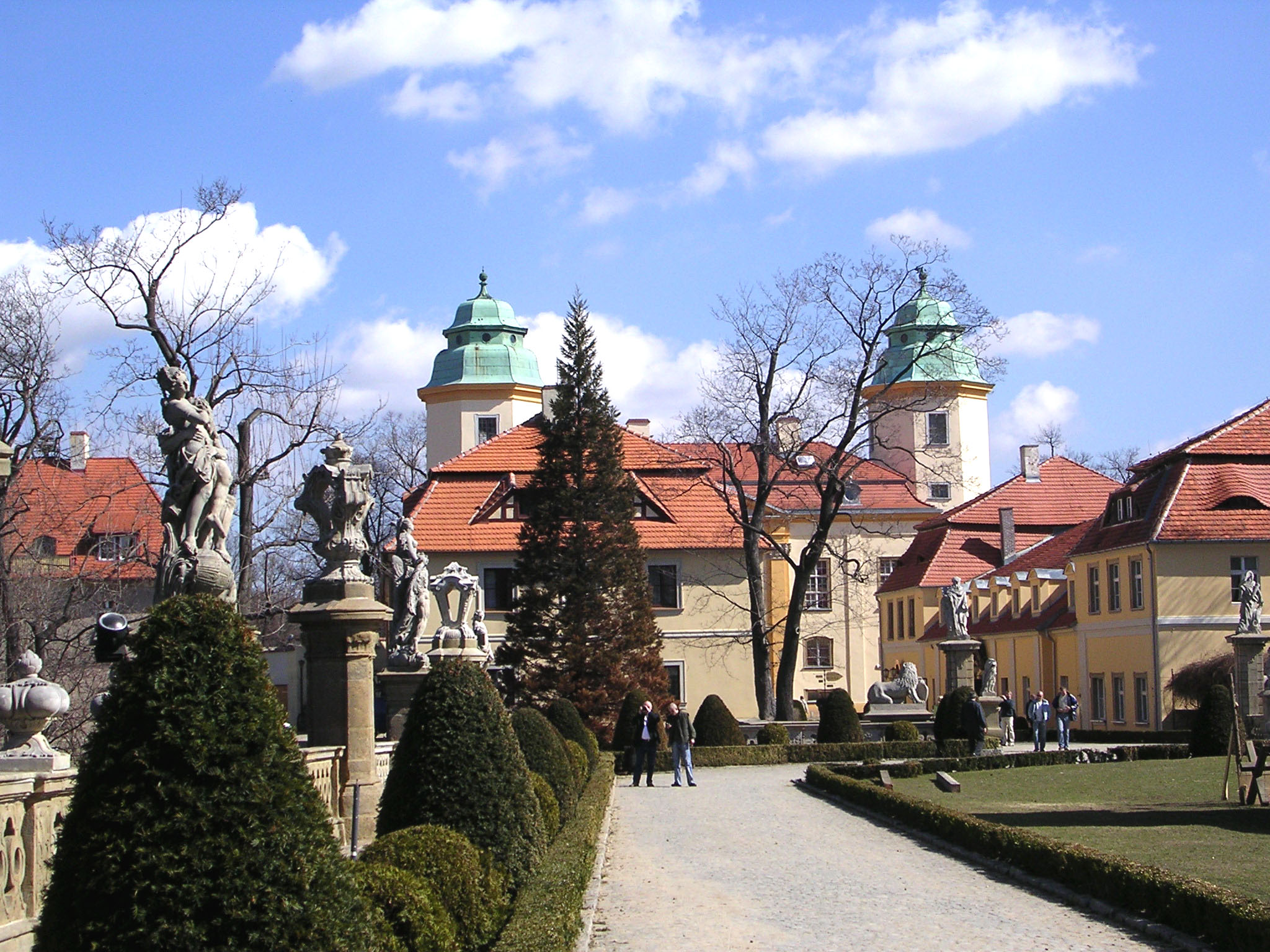
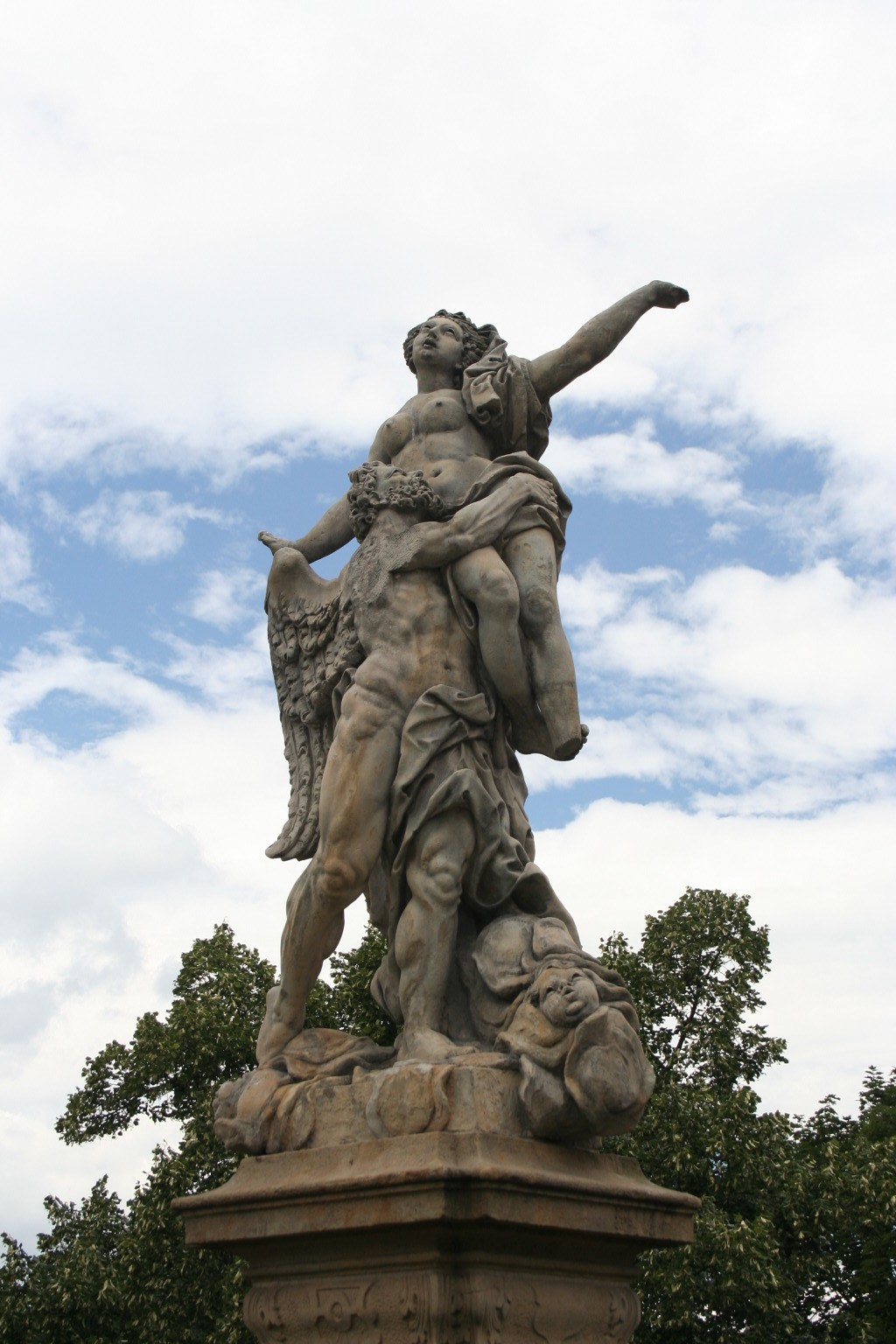

## محيط
- قلعة جولا
- بلدة Niemcza من القرون الوسطى
- دير Cistercian في Henryków
- Wojsławice Arboretum

## وصلات خارجية
- Książ القلعة ينظر إليها من طائرة بدون طيار
- باللغة البولندية Zamek Książ
- باللغة البولندية Zamek Książ: walory kulturowe